# 미국 의회도서관 살아있는 전설
미국 의회도서관 살아있는 전설(Library of Congress Living Legend)은 미국 의회 도서관에서 선정한 '미국인들의 삶에 지대한 영향을 끼친' 인물들이다. 예술가, 작가, 영화인, 과학자, 연예인, 스포츠인, 정치인 다수가 포함되어 있다.

## 명단
모든 인물들의 이름이 들어가 있지는 않습니다. 전체 목록을 보시려면 외부 링크에 있는 공식 홈페이지를 참조해주세요.
- 행크 에런
- 매들린 올브라이트
- 무하마드 알리
- 해리 벨라폰테
- 토니 베넷
- 빅 버드
  - 캐럴 스피니가 연기한 세서미 스트리트의 캐릭터
- 래리 버드
- 주디 블룸
- T. 베리 브레즐턴
- 윌리엄 F. 버클리 주니어
- 캐럴 버넷
- 로라 부시
- 벤저민 솔로몬 카슨 주니어
- 베니 카터
- 빈트 서프
- 린다 차베스
- 비버리 클리어리
- 데이비드 코퍼필드
- 빌 코스비
- 머스 커닝햄
- 마이클 드베이키
- 실비아 얼
- 매리언 라이트 에덜먼
- 아흐메트 에르테군
- 수전 패럴
- 존 케네스 갤브레이스
- 앤드루 굿패스터
- 스티븐 제이 굴드
- 미키 하트
- 퀸시 존스
- 자넷 칸
- 맥스 컴펄먼
- 조지 케넌
- 재키 조이너커시
- B.B. 킹
- 빌리 진 킹
- 진 커크패트릭
- 어슐러 르 귄
- 애니 리보비츠
- 미겔 레온 포르티야
- 칼 루이스
- 존 루이스
- 앨런 로맥스
- 요요 마
- 로버트 매클로스키
- 마크 맥과이어
- 리타 모레노
- 토니 모리슨
- 제시 오언스
- 돌리 패튼
- 캐서린 패터슨
- I. M. 페이
- 야로슬라브 펠리칸
- 이츠하크 펄먼
- 콜린 파월
- 레온타인 프라이스
- 샐리 라이드
- 칼 립켄 주니어
- 프레드 록
- 필립 로스
- 마틴 스코세이지
- 피트 시거
- 모리스 센댁
- 바비 쇼트
- 스티븐 손드하임
- 스티븐 스필버그
- 랠프 스탠리
- 글로리아 스타이넘
- 아이작 스턴
- 바브라 스트라이샌드
- 윌리엄 스타이런
- 해럴드 엘리엇 바머스
- 그웬 버돈
- 프레드 L. 위플
- 타이거 우즈
- 허먼 오크
- 어니 뱅크스